# Asian Women's Club Volleyball Championship 2023
Asian Women's Club Volleyball Championship 2023 var den 23:e upplagan av tävlingen, som är den mest prestigefyllda turneringen i volleyboll för klubblag i Asien. Turneringen hölls i Vinh Yen, Vinh Phuc, Vietnam, från 25 april till 2 maj 2023. Tävlingen arrangerades av Asian Volleyball Confederation (AVC) i samarbete med den lokala värden Vietnams volleybollförbund (VFV). I turneringen deltog nio lag från AVC:s medlemsförbund. Sport Center 1 (som var sammansatt av spelare i Vietnams landslag) vann turneringen genom att besegra Diamond Food VC i finalen. De kvalificerade sig därigenom för världsmästerskapet för klubblag 2023. Trần Thị Thanh Thúy utsågs till turneringens mest värdefulla spelare.

## Kval
Enligt AVC:s regelverk får maximalt 16 lag delta:
- 1 lag från värdlandet
- 10 lag baserat på slutplaceringen vid föregående upplagan
- 5 lag från var och en av de fem zonorganisationerna (med kval om nödvändigt)

### Qualified associations
| Turnering(ar)                                   | Turnering(ar)                                   | Datum            | Plats   | Antal kvalificerade | Kvalificerade                                  |
| ----------------------------------------------- | ----------------------------------------------- | ---------------- | ------- | ------------------- | ---------------------------------------------- |
| Värdland                                        | Värdland                                        | i.u.             | i.u.    | 1                   | Vietnam                                        |
| Asian Women's Club Volleyball Championship 2022 | Asian Women's Club Volleyball Championship 2022 | 24–30 april 2022 | Semej   | 3                   | Kazakstan Thailand Iran Uzbekistan Kyrgyzistan |
| Direkt utdelade wildcards                       | Östasien                                        | 15 januari 2023  | Bangkok | 5                   | Kina Taiwan Hongkong Japan Mongoliet           |
| Direkt utdelade wildcards                       | Sydöstasien                                     | 15 januari 2023  | Bangkok | 0                   | Filipppinerna                                  |
| Totalt                                          | Totalt                                          | Totalt           | Totalt  | 9                   |                                                |

Noter:
1. ↑   Petro Gazz Angels drog sig ur tävlingen p.g.a. bristande träning och förberedelser.[källa behövs]

### Deltagande lag
Följande lag deltog i turneringen.
| Förbundet | Lag                      | Kvalificerat som                        |
| --------- | ------------------------ | --------------------------------------- |
| Vietnam   | Sport Center 1           | N/A (landslag)                          |
| Kazakstan | VK Altaj                 | kazakstanska mästare 2022/23            |
| Thailand  | Diamond Food VC          | tvåa thailändska mästerskapet 2021/2022 |
| Iran      | BV Paykan                | iranska mästare 2022/2023               |
| Kina      | Liaoning Brilliance Auto | Fyra kinesiska mästerskapet 2021/2022   |
| Taiwan    | King Whale Taipei        | taiwanesiska mästare 2022/2023          |
| Hongkong  | Hip Hing VC              | Vinnare VBAHK Cup 2022                  |
| Japan     | Hisamitsu Springs        | japanska mästare 2021/2022              |
| Mongoliet | Erchim VC                | mongoliska mästare 2022/2023            |

## Arenor
Turneringen spelades i Vĩnh Phúc Gymnasium i Vietnam.
| Alla matcher        | Alla matcher |
| ------------------- | ------------ |
| Vĩnh Yên, Vietnam   |              |
| Vĩnh Phúc Gymnasium |              |
| Kapacitet: 3 000    |              |
|                     |              |

## Rankningskriterier
Om slutresultatet blev 3-0 eller 3-1 tilldelades 3 poäng till det vinnande laget och 0 till det förlorande laget, om slutresultatet blev 3-2 tilldelades 2 poäng till det vinnande laget och 1 till det förlorande laget. Om ett lag inte deltog i en match räknades det som en förlust med 0-3 i set (0-25, 0-25, 0-25).
Lagens position i respektive grupp bestämdes utifrån (i tur och ordning):
- Antal vunna matcher
- Poäng
- Kvot vunna / förlorade set
- Kvot vunna / förlorade poäng.
- Inbördes möte(n)

## Förrundan
- Alla tider är Vietnamtid (UTC+07:00).

### Grupp A
| Pos | Lag               | M | V | F | P | SV | SF | SK    | BV  | BF  | BK    | Kvalificering        |
| --- | ----------------- | - | - | - | - | -- | -- | ----- | --- | --- | ----- | -------------------- |
| 1   | Sport Center 1    | 3 | 3 | 0 | 8 | 9  | 4  | 2,250 | 295 | 264 | 1,117 | Semifinaler          |
| 2   | King Whale Taipei | 3 | 2 | 1 | 5 | 7  | 6  | 1,167 | 282 | 264 | 1,068 | Semifinaler          |
| 3   | Hisamitsu Springs | 3 | 1 | 2 | 4 | 6  | 6  | 1,000 | 258 | 249 | 1,036 | Matcher om plats 5-9 |
| 4   | BV Paykan         | 3 | 0 | 3 | 1 | 3  | 9  | 0,333 | 219 | 277 | 0,791 | Matcher om plats 5-9 |

| Datum  | Tid   |                   | Resultat |                   | Set 1 | Set 2 | Set 3 | Set 4 | Set 5 | Totalt  | Rapport |
| ------ | ----- | ----------------- | -------- | ----------------- | ----- | ----- | ----- | ----- | ----- | ------- | ------- |
| 25 Apr | 19:45 | BV Paykan         | 2–3      | Sport Center 1    | 22–25 | 25–21 | 18–25 | 25–22 | 10–15 | 100–108 | Rapport |
| 26 Apr | 19:30 | King Whale Taipei | 3–2      | Hisamitsu Springs | 16–25 | 25–21 | 25–22 | 24–26 | 15–8  | 105–102 | Rapport |
| 27 Apr | 19:30 | Sport Center 1    | 3–1      | Hisamitsu Springs | 25–20 | 17–25 | 25–21 | 25–15 |       | 92–81   | Rapport |
| 28 Apr | 19:30 | BV Paykan         | 1–3      | King Whale Taipei | 14–25 | 10–25 | 25–19 | 18–25 |       | 67–94   | Rapport |
| 29 Apr | 16:30 | Hisamitsu Springs | 3–0      | BV Paykan         | 25–20 | 25–15 | 25–17 |       |       | 75–52   | Rapport |
| 29 Apr | 19:30 | King Whale Taipei | 1–3      | Sport Center 1    | 12–25 | 23–25 | 25–20 | 23–25 |       | 83–95   | Rapport |

### Grupp B
| Pos | Lag                      | M | V | F | P  | SV | SF | SK    | BV  | BF  | BK    | Kvalificering        |
| --- | ------------------------ | - | - | - | -- | -- | -- | ----- | --- | --- | ----- | -------------------- |
| 1   | Diamond Food VC          | 4 | 3 | 1 | 10 | 11 | 4  | 2,750 | 349 | 280 | 1,246 | Semifinaler          |
| 2   | Liaoning Brilliance Auto | 4 | 3 | 1 | 9  | 10 | 3  | 3,333 | 316 | 243 | 1,300 | Semifinaler          |
| 3   | VK Altaj                 | 4 | 3 | 1 | 8  | 9  | 5  | 1,800 | 318 | 238 | 1,336 | Matcher om plats 5-9 |
| 4   | Erchim VC                | 4 | 1 | 3 | 3  | 3  | 10 | 0,300 | 217 | 296 | 0,733 | Matcher om plats 5-9 |
| 5   | Hip Hing VC              | 4 | 0 | 4 | 0  | 1  | 12 | 0,083 | 179 | 322 | 0,556 | Matcher om plats 5-9 |

| Datum  | Tid   |                          | Resultat |                          | Set 1 | Set 2 | Set 3 | Set 4 | Set 5 | Totalt | Rapport |
| ------ | ----- | ------------------------ | -------- | ------------------------ | ----- | ----- | ----- | ----- | ----- | ------ | ------- |
| 25 Apr | 13:00 | Erchim VC                | 0–3      | Liaoning Brilliance Auto | 15–25 | 13–25 | 9–25  |       |       | 37–75  | Rapport |
| 25 Apr | 16:00 | VK Altaj                 | 3–2      | Diamond Food VC          | 22–25 | 19–25 | 25–22 | 25–14 | 15–11 | 106–97 | Rapport |
| 26 Apr | 13:30 | Hip Hing VC              | 0–3      | Diamond Food VC          | 8–25  | 12–25 | 12–25 |       |       | 32–75  | Rapport |
| 26 Apr | 16:30 | Erchim VC                | 0–3      | VK Altaj                 | 12–25 | 9–25  | 11–25 |       |       | 32–75  | Rapport |
| 27 Apr | 13:30 | Liaoning Brilliance Auto | 3–0      | VK Altaj                 | 25–19 | 25–22 | 25–21 |       |       | 75–62  | Rapport |
| 27 Apr | 16:30 | Hip Hing VC              | 1–3      | Erchim VC                | 25–22 | 9–25  | 20–25 | 17–25 |       | 71–97  | Rapport |
| 28 Apr | 13:30 | Diamond Food VC          | 3–0      | Erchim VC                | 25–14 | 25–16 | 25–21 |       |       | 75–51  | Rapport |
| 28 Apr | 16:30 | Liaoning Brilliance Auto | 3–0      | Hip Hing VC              | 25–20 | 25–8  | 25–14 |       |       | 75–42  | Rapport |
| 29 Apr | 10:30 | VK Altaj                 | 3–0      | Hip Hing VC              | 25–14 | 25–8  | 25–12 |       |       | 75–34  | Rapport |
| 29 Apr | 13:30 | Diamond Food VC          | 3–1      | Liaoning Brilliance Auto | 23–25 | 29–27 | 25–22 | 25–17 |       | 102–91 | Rapport |

## Huvudrundan
- Alla tider är Vietnamtid (UTC+07:00).

### Spel om plats 5-9
- Result mellan lag som möttes i förrundan ingick i tabellen.

| Pos | Lag               | M | V | F | P  | SV | SF | SK    | BV  | BF  | BK    |
| --- | ----------------- | - | - | - | -- | -- | -- | ----- | --- | --- | ----- |
| 5   | Hisamitsu Springs | 4 | 4 | 0 | 11 | 12 | 2  | 6,000 | 325 | 221 | 1,471 |
| 6   | VK Altaj          | 4 | 3 | 1 | 10 | 11 | 3  | 3,667 | 331 | 219 | 1,511 |
| 7   | BV Paykan         | 4 | 2 | 2 | 6  | 6  | 6  | 1,000 | 255 | 262 | 0,973 |
| 8   | Erchim VC         | 4 | 1 | 3 | 3  | 3  | 10 | 0,300 | 213 | 296 | 0,720 |
| 9   | Hip Hing VC       | 4 | 0 | 4 | 0  | 1  | 12 | 0,083 | 196 | 322 | 0,609 |

| Datum  | Tid   |                   | Resultat |             | Set 1 | Set 2 | Set 3 | Set 4 | Set 5 | Totalt  | Rapport |
| ------ | ----- | ----------------- | -------- | ----------- | ----- | ----- | ----- | ----- | ----- | ------- | ------- |
| 30 Apr | 16:30 | Hisamitsu Springs | 3–0      | Hip Hing VC | 25–9  | 25–9  | 25–15 |       |       | 75–33   | Rapport |
| 30 Apr | 19:30 | BV Paykan         | 3–0      | Erchim VC   | 25–17 | 25–21 | 25–16 |       |       | 75–54   | Rapport |
| 1 maj  | 10:30 | Hisamitsu Springs | 3–0      | Erchim VC   | 25–15 | 25–7  | 25–8  |       |       | 75–30   | Rapport |
| 1 maj  | 13:30 | BV Paykan         | 0–3      | VK Altaj    | 15–25 | 20–25 | 18–25 |       |       | 53–75   | Rapport |
| 2 maj  | 10:30 | BV Paykan         | 3–0      | Hip Hing VC | 25–18 | 25–21 | 25–19 |       |       | 75–58   | Rapport |
| 2 maj  | 13:30 | Hisamitsu Springs | 3–2      | VK Altaj    | 16–25 | 25–21 | 15–25 | 25–18 | 19–17 | 100–106 | Rapport |

### Slutspel
|  | Semifinaler              | Semifinaler     |                     |   | Final | Final |
|  |                          |                 |                     |   |       |       |
|  | 1 maj                    |                 |                     |   |       |       |
|  |                          |                 |                     |   |       |       |
|  | Sport Center 1           | 3               |                     |   |       |       |
|  | Sport Center 1           | 3               | 2 maj               |   |       |       |
|  | Liaoning Brilliance Auto | 1               |                     |   |       |       |
|  | Liaoning Brilliance Auto | 1               | Sport Center 1      | 3 |       |       |
|  | 1 maj                    |                 | Sport Center 1      | 3 |       |       |
|  |                          | Diamond Food VC | 2                   |   |       |       |
|  | Diamond Food VC          | Diamond Food VC | 2                   | 3 |       |       |
|  | Diamond Food VC          |                 |                     | 3 |       |       |
|  | King Whale Taipei        | 0               |                     |   |       |       |
|  | King Whale Taipei        | 0               | Match om tredjepris |   |       |       |
|  |                          |                 |                     |   |       |       |
|  | 2 maj                    |                 |                     |   |       |       |
|  |                          |                 |                     |   |       |       |
|  | Liaoning Brilliance Auto | 3               |                     |   |       |       |
|  | Liaoning Brilliance Auto | 3               |                     |   |       |       |
|  | King Whale Taipei        | 1               |                     |   |       |       |

#### Semifinaler
| Datum | Tid   |                 | Resultat |                          | Set 1 | Set 2 | Set 3 | Set 4 | Set 5 | Totalt | Rapport |
| ----- | ----- | --------------- | -------- | ------------------------ | ----- | ----- | ----- | ----- | ----- | ------ | ------- |
| 1 maj | 16:30 | Diamond Food VC | 3–0      | King Whale Taipei        | 25–19 | 25–19 | 25–23 |       |       | 75–61  | Rapport |
| 1 maj | 19:30 | Sport Center 1  | 3–1      | Liaoning Brilliance Auto | 17–25 | 25–23 | 25–18 | 25–16 |       | 92–82  | Rapport |

#### Match om tredjepris
| Datum | Tid   |                          | Resultat |                   | Set 1 | Set 2 | Set 3 | Set 4 | Set 5 | Totalt | Rapport |
| ----- | ----- | ------------------------ | -------- | ----------------- | ----- | ----- | ----- | ----- | ----- | ------ | ------- |
| 2 maj | 16:30 | Liaoning Brilliance Auto | 3–1      | King Whale Taipei | 26–24 | 25–20 | 22–25 | 25–21 |       | 98–90  | Rapport |

#### Final
| Datum | Tid   |                | Resultat |                 | Set 1 | Set 2 | Set 3 | Set 4 | Set 5 | Totalt  | Rapport |
| ----- | ----- | -------------- | -------- | --------------- | ----- | ----- | ----- | ----- | ----- | ------- | ------- |
| 2 maj | 19:30 | Sport Center 1 | 3–2      | Diamond Food VC | 21–25 | 17–25 | 25–20 | 25–22 | 15–10 | 103–102 | Rapport |